# Sphecodes geoffrellus
Sphecodes geoffrellus (лат.) — вид одиночных пчёл из рода Sphecodes (триба Halictini, семейство Halictidae).

## Распространение
Северная Евразия. Южная и центральная Европа. Кавказ, Казахстан, Россия, Монголия, Турция, Ближний Восток, Центральная Азия, Япония, Северная Африка.

## Описание
Длина тела самок 4,5—6,5 мм (самцы 5,0—6,5 мм). Общая окраска головы и груди чёрная; брюшко в основном желтовато-красное (T1-T3). Отличается от близких видов (например, S. hakkariensis) грубо морщинистой гипоэпимеральной зоной, слабо поперечной головой, редкой пунктировкой груди и брюшка. Слабоопушенные насекомые, тело почти голое. Самцы: клипеус чёрный, лицо с белым опушением ниже усиковых торули, вентральная поверхность члеников жгутика обычно несёт отчётливую зону сенсилл (тилоиды). Самки: лабрум с широким апикальным выступом без продольного валика; метабазитибиальная пластинка отсутствует; задние голени без корзиночки. Клептопаразиты других видов пчёл, в том числе, Lasioglossum (L. parvulum, L. marginellum, L. leucopus, L. morio, L. nitidiusculum, L. pauxillum, L. fratellum, L. rufitarse, L. sexstrigatum).